# Emulsja jądrowa
Emulsja jądrowa – rodzaj emulsji fotograficznej służący do detekcji śladowej cząstek naładowanych. Początkowo źródłem tych cząstek były tylko rozpady jąder promieniotwórczych, stąd przyjęła się taka nazwa. Stosowana była w eksperymentach akceleratorowych i do badania promieniowania kosmicznego. 
Wykorzystując ślady pozostawione w emulsji jądrowej można identyfikować cząstki, tj. wyznaczać ich masę i ładunek elektryczny oraz określać ich energię, pęd i prędkość. W tym celu bezpośrednio z emulsji wyznacza się zasięg cząstki (zależy on od masy, ładunku i energii cząstki), gęstość jonizacji będącej funkcją ładunku i prędkości cząstki, szerokość śladu, liczba δ-elektronów, średni kąt wielokrotnego rozpraszania kulombowskiego (zależy od ładunku, pędu i prędkości) oraz promień krzywizny toru w poprzecznym polu magnetycznym.

## Mechanizm działania
Cząstka naładowana o dostatecznie dużej energii przechodząc przez materię może powodować jonizację napotykanych atomów i cząsteczek. Znajdujące się w emulsji cząsteczki halogenków srebra (AgBr lub AgI) po zjonizowaniu ulegają przemianie strukturalnej prowadzącej do powstania obrazu utajonego. Po obróbce chemicznej z tych halogenków wytrącają się atomy srebra tworząc agregaty kryształków tego metalu (ziarna). Ziarna te tworzą w przezroczystej żelatynie jawny obraz śladu przechodzącej cząstki.

## Charakterystyka
Emulsja jądrowa różni się od zwykłej emulsji fotograficznej:
- grubością (20 μm–2 mm najbardziej typowe 0,4–0,6 mm) – w celu uchwycenia przestrzennego biegu cząstek (używa się również bloków złożonych z wielu warstw emulsji o grubości dochodzącej do kilku centymetrów)
- większą koncentracją halogenków – dla zwiększenia czułości
- mniejszymi rozmiarami ziaren (0,07 μm–0,4 μm) – w celu uzyskania większej rozdzielczości

Jej gęstość wynosi ok. 3,815 g/cm³.

### Skład typowej emulsji jądrowej
| Pierwiastek | g/cm³ |
| ----------- | ----- |
| srebro      | 1,809 |
| brom        | 1,332 |
| węgiel      | 0,276 |
| tlen        | 0,252 |
| azot        | 0,074 |
| wodór       | 0,054 |
| jod         | 0,012 |
| siarka      | 0,007 |

## Historia wytwarzania emulsji
Emulsję światłoczułą próbowano zastosować do badania promieniowania jądrowego już w połowie lat trzydziestych XX wieku. Jednak była ona zbyt cienka i prawdopodobieństwo, że cząstka zastawi w niej dłuższy ślad, było niewielkie. Dopiero Powell wraz ze swoim zespołem z Cambridge wytworzył grubą emulsję o wysokiej zawartości bromku srebra, nazwaną emulsją jądrową. Prace nad emulsją prowadzone w latach 1935–1940 i jej wykorzystanie do badania cząstek naładowanych pozwoliły zespołowi dokonać kilku znaczących odkryć, a sam Powell otrzymał nagrodę Nobla. 
Później emulsję jądrową zaczęły produkować firmy Ilford, NIKFI, Eastman i Agfa.